# Alejandro Sanz
Alejandro Sanz, født Alejandro Sánchez Pizarro, den 18. december 1968 i Madrid, er en spansk pop-ballade musiker og singer-songwriter. Sanz har modtaget 15 AN Latin Grammy Awards og to American Grammy'er. Alejandro Sanz er dermed den eneste spanske kunstner i historien, der har modtaget 17 Grammy'er. Han blev verdenskendt i 2005, efter at han, sammen med sangerinden Shakira, medvirkede i sangen La Tortura.